# 熱爾韋鎮區 (明尼蘇達州紅湖縣)
熱爾韋鎮區（英語：Gervais Township）是位於美國明尼蘇達州紅湖縣的一個行政鎮區。

## 地方資料
熱爾韋鎮區的面積為92.00平方千米，皆為陸地。根據2020年美國人口普查的數據，當地共有人口235人，而人口密度為每平方千米2.55人。